# L'Homme de la frontière (film)
Pour les articles homonymes, voir L'Homme de la frontière (homonymie).
Pour plus de détails, voir Fiche technique et Distribution.
L'Homme de la frontière (La encrucijada) est un drame psychologique franco-espagnol réalisé par Alfonso Balcázar et sorti en 1959.

## Synopsis
L'histoire est celle d'un couple qui tente de s'enfuir vers la France pendant la guerre d'Espagne.

## Fiche technique
- Titre français : L'Homme de la frontière ou Le Passeur ou Le Chemin sans retour[2]
- Titre original espagnol : La encrucijada[3],[4]
- Réalisateur : Alfonso Balcázar
- Scénario : Alfonso Balcázar, Miguel Cussó
- Photographie : Alfredo Fraile
- Montage : Juan Luis Oliver
- Musique : Juan Durán Alemany, Roman Vlad
- Production : Valentín Sallent
- Sociétés de production : Aigle Film, Balcázar Producciones Cinematográficas, Filmax, Jam Films
- Pays de production :  Espagne -  France
- Langues originales : espagnol
- Format : Noir et blanc - Son mono - 35 mm
- Durée : 90 minutes
- Genre : drame psychologique
- Dates de sortie :
  - Italie : août 1959 (Mostra de Venise 1959)
  - Espagne : 18 avril 1960
  - Royaume-Uni : 19 juillet 1961

## Distribution
- Jaime Avellán : père Antonio
- Enrique Borrás (es) : Tabernero
- José María Caffarel : Martínez
- Roberto Camardiel : Max
- Carlos Casaravilla : Comandante
- Antonio Casas : Andrés
- Michel Corey : la mère de Juan
- Jean Fabris : Carlos
- Analía Gadé : Sandra
- Francisco González : Esteban
- Gaspar 'Indio' González : Sargento
- José Palomo : Juan de niño
- Roberto Palomo
- Jean-Claude Pascal : Javier
- Carlos Ronda : Pablo
- Jaime Viade